# Art corporal

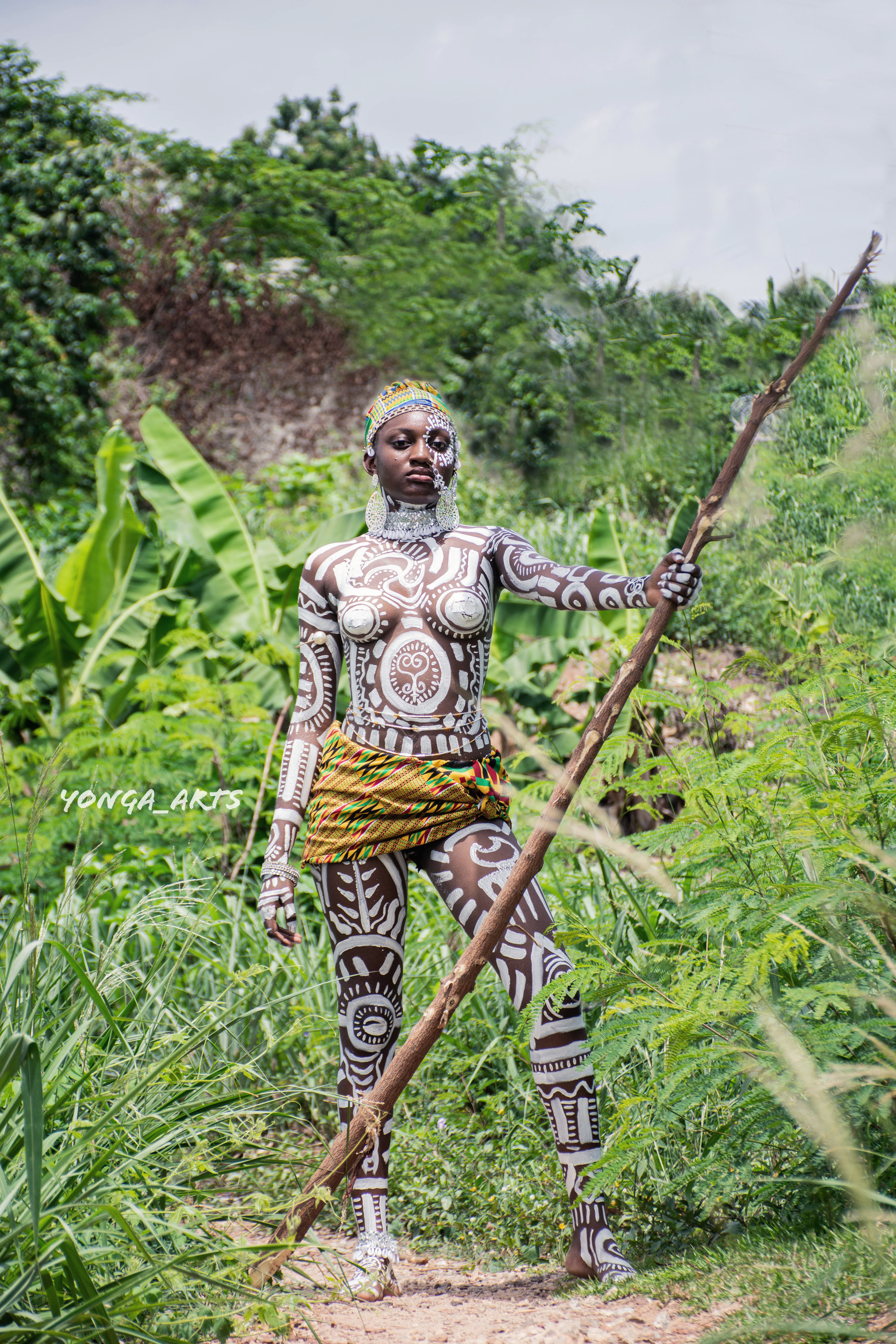
Pintar-se el cos forma part integral d'algunes cultures.

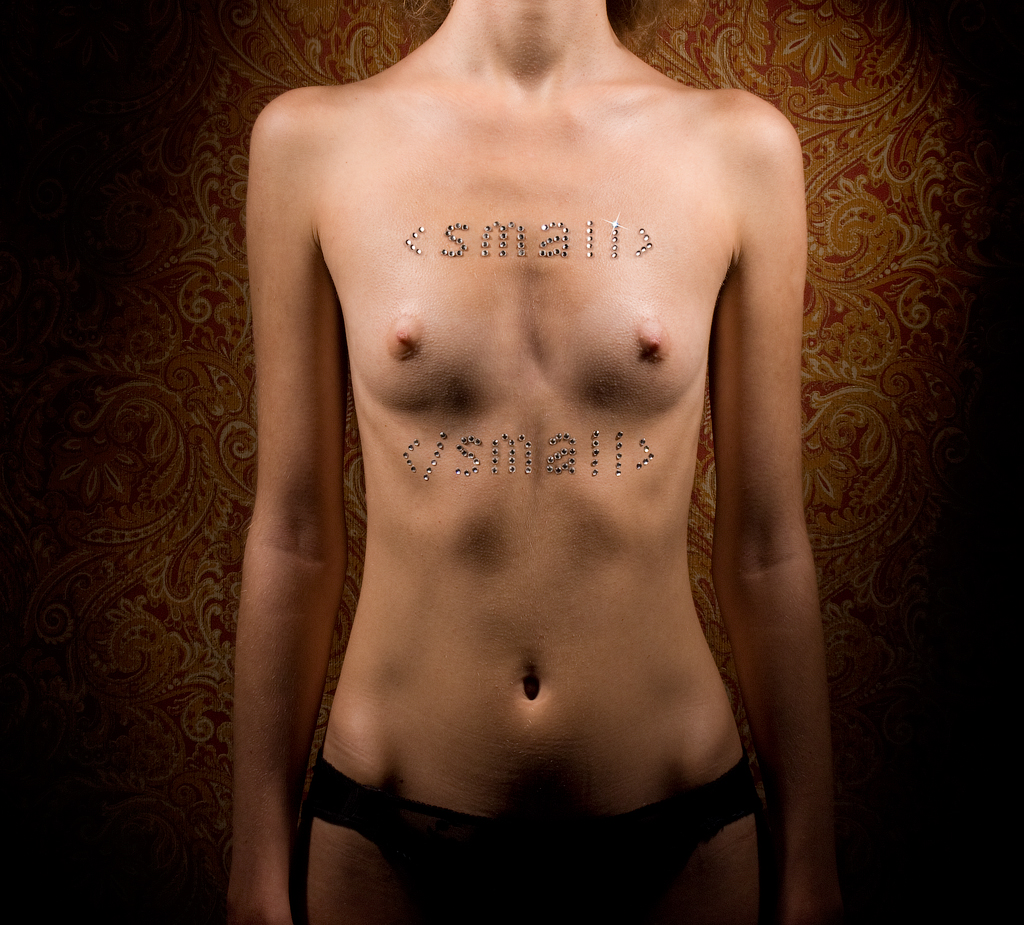
Size doesn't have a right to be assigned in the markup, but..., d'Exey Panteleev

L'art corporal o treball corporal és l'art visual plàstic que utilitza el cos humà com a mitjà principal. Es va desenvolupar des de finals de la dècada de 1960, en el context de l'art conceptual. L'art corporal també s'utilitza per a investigacions del cos en una varietat de diferents mitjans, com ara pintura, càsting, fotografia, cinema i vídeo. És un dels suports del happening, com una exploració de la fascinació que exerceix el cos humà en qui el contempla. L'art corporal més extrem pot implicar la mutilació o empènyer el cos als seus límits físics, de fet, sota aquesta denominació s'agrupa un gran espectre de pràctiques, des de ritus sagnants a obres conceptuals asèptiques.
L'art corporal s'ha ampliat a la cultura popular i ara cobreix un ampli espectre d'usos, com ara tatuatges, pírcings corporals, escarificacions i pintura corporal. El fotògraf Spencer Tunick és conegut per realitzar sessions de fotos que reuneixen un gran nombre de persones nues en llocs públics d'arreu del món.

## Context
L'art corporal sovint tracta temes de gènere i identitat personal i els temes comuns inclouen la relació entre el cos i la psique.
El Grup d'Acció de Viena es va formar l'any 1965 per Hermann Nitsch, Otto Mühl, Günter Brus i Rudolf Schwarzkogler. Van realitzar diverses accions d'art corporal. Als Estats Units Carolee Schneemann, Chris Burden i Vito Acconci van ser participants molt actius. Acconci va documentar una vegada, a través de fotografies i text, la seva rutina d'exercicis diaris de pujar i baixar d'una cadira en el major temps possible durant diversos mesos. Acconci també va interpretar Following Piece, en què va seguir novaiorquesos escollits aleatòriament.
A França, l'art corporal va ser practicat per artistes com Michel Journiac, Orlan i Gina Pane, mentre que a Itàlia als anys 80, una de les artistes famoses del moviment va ser Ketty La Rocca.
Marina Abramović va interpretar Rhythm 0 el 1974. A la peça, el públic va rebre instruccions per utilitzar al cos d'Abramović una sèrie de 72 instruments de dolor i plaer, inclosos ganivets, plomes i una pistola carregada. Els membres del públic la van tallar, li van clavar espines al ventre, li van aplicar pintallavis, es van treure la roba i li van posar una pistola carregada al cap. Els relats varien pel que fa a com va concloure l'actuació, alguns diuen que va acabar després que va sorgir una baralla entre el públic per la seva conducta, mentre que Abramović defensa que l'obra d'art simplement va acabar després de les sis hores previstes, moment en què es va posar dempeus i va caminar cap al públic, que va fugir.
Entre els artistes les obres dels quals tenen relació amb l'art corporal hi ha Rebecca Horn, Youri Messen-Jaschin, Javier Pérez i Jana Sterbak. L'art corporal també es pot expressar mitjançant l'escriptura en lloc de la pintura.

## Art corporal extrem
Una de les obres de Marina Abramović consistia a ballar fins que caigués esgotada, mentre que una de les obres més conegudes de Dennis Oppenheim el va veure estirat a la llum del sol amb un llibre al pit, fins a cremar-se tota la pell menys la part exclosa pel llibre. Fins i tot pot consistir en l'ordenació i dissecció de cossos conservats d'una manera artística, com va ser per als cossos plastinats utilitzats a l'exposició itinerant Body Worlds.
La recerca científica en aquest àmbit, per exemple la de Stelarc, es pot considerar en aquesta línia artística. Un cas especial de les estratègies d'art corporal és l'absència de cos. Alguns artistes que van representar l'"absència" del cos a través de les seves obres d'art van ser: Davor Džalto, Antony Gormley i Andy Warhol.

## Usos pedagògics
L'art corporal, concretament la pintura al cos, és una habilitat recentment incorporada a la indústria mèdica que s'utilitza principalment per a l'escolarització. Tot i que el mètode principal per aprendre la fisiologia corporal és l'examen de cadàvers segons Gabrielle Flinn, alguns estudiants són reticents a fer servir aquesta pràctica. Alguns centres estan considerant utilitzar la pintura corporal com una forma funcional, de baix cost i positiva d'aprendre sobre el funcionament intern de les estructures anatòmiques mitjançant la pintura. Això consistiria en estudiants de medicina pintant o treballant amb voluntaris disposats que han estat pintats per exposar diverses parts del cos com ara: pulmons, músculs de les mans, cames, etc. Les mans són les més escollides ja que el pacient no té per despullar-se, però, amb el consentiment del pacient voluntari, els estudiants de medicina podien pintar altres zones com l'esquena. Això permetria als estudiants de medicina no només aprendre més sobre l'anatomia d'una manera positiva, sinó que també tinguessin pràctiques de la vida real en les maneres de dormir i assegurar-se que els seus pacients estiguin còmodes i ben cuidats durant tot el procés.

## Artistes
El cos funciona com a suport i receptor d'inputs, símbols i sensacions, també suposa un model de mimesi per la còpia de la realitat que l'envolta. Al principi, aquest art permetia una gran varietat d'interpretacions i conceptes que després es van anar limitant. Entre tantes opcions, sorgeix «l'escultura viva», expressada com una personificació, posicionant el moviment del cos en l'espai. Gilbert and George van reflectir aquesta idea, convertint-se en les primeres personificacions d'art amb l'escultura anomenada Underneath the Arches durant el 1969. Aquesta escultura consistia en dos artistes amb les cares pintades de color daurat, vestits, un portava un guant i l'altre un bastó. Els dos realitzaven moviments mecànics a sobre d'una taula durant 6 minuts aproximadament, acompanyats de la cançó Flanagan i Allen.
D'altres artistes, com Robert Morris, creen un autoretrat amb el seu cos. Aquesta performance s'exposa en la galeria Castelli-Sonnabend de Nova York. La imatge parodia les etiquetes dominants de la masculinitat heterosexual, es representa fornit i musculat amb actitud agressiva confirmant aquesta idea de masculinitat forçada, creant una imatge entre la submissió i la dominació que representa el cànon de l'època. Tanmateix, l'artista Yves Klein, mostra la seva obsessió per l'essència immaterial de l'art i el buit amb l'obra Salt al buit realitzada durant el 1960. En aquesta pràctica artística Klein salta des de dalt del mur del carrer Gentil Bernard, convertint-se en aquell moment en una escultura emmarcada en l'espai i representada com a zona de sensibilitat escultòrica. La intenció de Klein amb el Body Art era aconseguir arribar a la ficció mitjançant l'espai a través de l'efecte fotogràfic, per tant, l'artista remet a les idees d'espiritualitat, teatralitat i figuració a l'hora de mostrar les seves obres enfocades a la concentració i absència de límits.
Erving Goffman, interpreta la realitat a través del mètode dramaturg. Aquesta pràctica consisteix a interactuar amb les persones de la vida quotidiana per mostrar aquesta semblança entre l'acció real i teatral. Goffman utilitza el cos com a cobertura per aconseguir fiabilitat en la comunicació amb el públic. D'altra banda, Dick Higgins i Alison Knowles, van presentar durant el 1962 la peça Barret. Draps. Paper. Estirada. Afeitat. en el Fluxus International Festival of New Music, mostrant aquesta idea de l'art com un treball inacabat i accentuant la pràctica artística com una sèrie d'idees de constant evolució. L'objectiu principal era mostrar la intenció de comunicar la quotidianitat i la senzillesa de l'art.
Durant la dècada dels anys vuitanta a noranta, es va utilitzar el cos per a la denúncia social i la política, per tant, representava aquest lloc artístic on sorgeix el discurs crític. El cos d'aquesta dècada s'ha entès de manera abstracta, és a dir, importa l'objecte real i simbòlic, les aparences i la imatge virtual. El cos és un territori on es mostra el dolor, un lloc on es representa l'èxtasi o l'anticòs, el suïcidi com a performance. Aquestes formes apareixen representades en les pràctiques artístiques de Rudolf Schwarzkogler en el 1969 infligint-se talls i documentant l'obra. El Body art és considerat per alguns un lloc on expressar aquest dolor recurrent en molts artistes. Intentant mostrar quelcom que s'escapa de l'ull humà, va més enllà de la contemplació o representació, si no que consisteix a mostrar el dolor sense filtres, les identitats del cos en l'estat actual de la societat. El cos acaba funcionant com a experiment mentre el discurs de l'art es va imposant. L'escenari de la violència, els cànons de bellesa, la sexualitat i d'altres temes recurrents són una mostra de dolor expressat a través del Body Art per comunicar un missatge explícit a l'espectador.

## Tatuatge

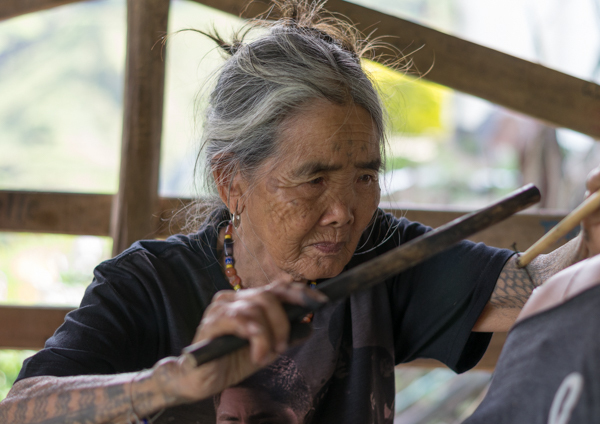
Whang-od, l'últim mambabatok (tatuador tradicional de Kalinga) de Kalinga a les Filipines, realitzant un tatuatge batek tradicional.

Els tatuatges conservats en antigues restes humanes momificats revelen que el tatuatge es practica a tot el món des de fa milers d'anys. En 2015, la reavaluació científica de l'edat de les dues mòmies tatuades més antigues conegudes va identificar a Ötzi com l'exemple més antic llavors conegut. Aquest cos, amb 61 tatuatges, es va trobar incrustat en gel glacial en els Alps, i va ser datat l'any 3250 aC. El 2018, es van descobrir els tatuatges figuratius més antics del món en dues mòmies d'Egipte que es daten entre 3351 i 3017 aC.
El tatuatge antic es practicava sobretot entre els austronèsics. Va ser una de les primeres tecnologies desenvolupades pels protoaustronèsics a Taiwan i la costa de la Xina meridional abans d'almenys l'any 1500 aC., abans de l'expansió austronèsica cap a les illes de l'Indo-Pacífic. És possible que originalment estigués associat a la caça de caps. Les tradicions del tatuatge, inclòs el tatuatge facial, es troben en tots els subgrups austronèsics, inclosos els pobles indígenes taiwanesos, sud-est asiàtic illenc, micronesis, polinesis i malgaixos. Els austronèsics utilitzaven la característica tècnica de perforació de la pell amb un mall petit i un instrument de perforació fet d'espines de Citrus, espina de peix, os i petxines d'ostres.
També s'han documentat antigues tradicions de tatuatge entre pàpues i melanesis, amb el seu ús de distintius perforadors de pell d'obsidiana. Alguns jaciments arqueològics amb aquests utensilis estan associats a la migració austronèsica a Papua Nova Guinea i Melanèsia. Però altres jaciments són més antics que l'expansió austronèsica, datant-se entorn dels anys 1650 a 2000 aC., el que suggereix que existia una tradició de tatuatge preexistent a la regió.

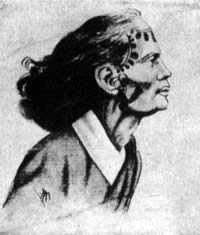
Ana Eva Hei, vista de perfil per Walter Knoche, 1911

Entre altres grups etnolingüístics, el tatuatge també es practicava entre el poble ainu del Japó; alguns austroasiàtics de la Indoxina; dones Berber de Tamazgha (nord d'Àfrica); els ioruba, fulani i haussa de Nigèria; Nadius americans de l'Amèrica precolombina; pobles de Rapa Nui; pictes de l'edat de Ferro a Bretanya; i pobles paleobalcànics (il·liris i tracis, com també daunes a Apúlia), una tradició que ha estat mantinguda en l'oest dels Balcans pels albanesos, catòlics de Bòsnia i Hercegovina (Sicanje), i dones d'algunes comunitats valacs.
En 1566, uns mariners francesos van segrestar a una dona inuit i al seu fill a l'actual Labrador i els van portar a la ciutat d'Anvers, a l'actual Bèlgica. La mare estava tatuada i el nen no. A Anvers, tots dos van ser exposats en una taverna local almenys fins a 1567, i es van distribuir fullets promocionant l'esdeveniment a la ciutat. En 1577, el corsari anglès Martin Frobisher va capturar a dos inuits i els va portar a Anglaterra per a exhibir-los. Un dels inuits era una dona tatuada de l'illa de Baffin, que va ser il·lustrada pel cartògraf anglès John White.
El 1691, William Dampier va portar a Londres a un filipí anomenat Jeoly o Giolo procedent de l'illa de Mindanao que tenia el cos tatuat. Dampier va exhibir a Jeoly en un zoo humà per a fer fortuna i ho va qualificar falsament de «príncep» per a atreure a grans multituds. En el moment de l'exhibició, Jeoly encara plorava a la seva mare, a la qual Dampier també va esclavitzar i que havia mort en la mar durant la seva explotació cap a Europa. Dampier va afirmar que es va fer amic de Jeoly, però amb la intenció de guanyar diners, va continuar explotant al seu «amic» exhibint-lo en un zoo humà, on Jeoly va morir tres mesos després. El cadàver de Jeoly va ser posteriorment escorxat, i el seu cos sense pell va ser rebutjat, mentre que la pell tatuada va ser venuda i exposada a Oxford.